# روزمیژ
روزمیژ (به لهستانی:  Rozmierz) یک روستا در لهستان است که در گمینا ستژلتسه اوپولسکیه واقع شده‌است.